# Piper PA-12 Super Cruiser
El Piper PA-12 Super Cruiser es un avión de triplaza de turismo y ala alta con tren de aterrizaje fijo, fabricado por la compañía estadounidense Piper Aircraft entre 1946 y 1948. El PA-12 es una versión mejorada y rediseñada del Piper J-5C.

## Desarrollo
Cuando la empresa cambia el sistema de designaciones J- por la numeración PA-, el modelo J-5C pasa a denominarse PA-12. Los primeros J-5 llevaban motores Lycoming O-235 o O-145 con 75 o 56 kW respectivamente. El nuevo PA-12 llevaba un motor Lycoming O-235-C de 81 kW, cabina completamente cerrada y depósitos de combustible en las alas.
El PA-12 está certificado para trenes de aterrizaje con ruedas, esquís y flotadores. La distribución de cabina lleva un asiento para el piloto en la parte frontal y otro asiento para dos ocupantes en paralelo. 

## Variantes

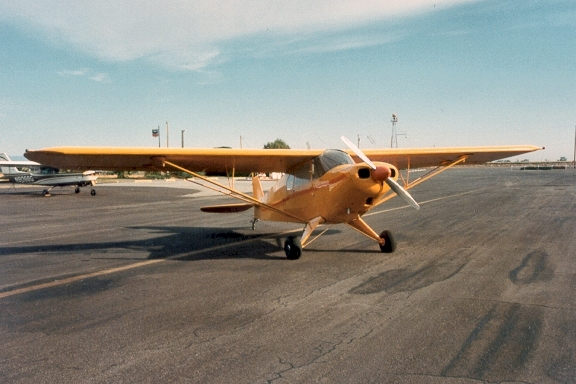
PA-12 de la FAA en Alaska.

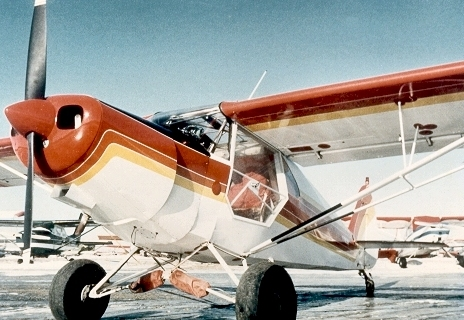
Vista delantera del Piper PA-12.

PA-12
Versión original certificada el 24 de marzo de 1947.
PA-12S
Segundo modelo, certificado el 11 de agosto de 1948, con mayor peso cargado.

## Especificaciones (PA-12)
Referencia datos: Jane's All the World's Aircraft 1948

### Características generales
- Tripulación: Uno (piloto)
- Capacidad: Dos pasajeros
- Longitud: 7 m (22,8 ft)
- Envergadura: 10,8 m (35,5 ft)
- Altura: 2,1 m (6,8 ft)
- Superficie alar: 16,7 m² (179,3 ft²)
- Peso vacío: 431 kg (949,9 lb)
- Peso cargado: 794 kg (1750 lb)
- Peso máximo al despegue: 795 kg (1752,2 lb)
- Planta motriz: 1× motor bóxer de 4 cilindros refrigerado por aire Lycoming O-235-C.
  - Potencia: 78 kW (108 HP; 106 CV)
- Hélices: Sensenich bipala de paso fijo
- Diámetro de la hélice: 1,88 m
- Capacidad de combustible: 140 L

### Rendimiento
- Velocidad máxima operativa (Vno): 169 km/h (105 MPH; 91 kt) a nivel del mar
- Velocidad de entrada en pérdida (Vs): 79 km/h (49 MPH; 43 kt) (velocidad de aterrizaje)
- Alcance: 970 km (524 nmi; 603 mi)
- Techo de vuelo: 5500 m (18 045 ft) absoluto con 700 kg
- Régimen de ascenso: 2,6 m/s (512 ft/min)
- Carga alar: 47,7 kg/m² (9,8 lb/ft²)
- Carrera de despegue: 150 m con 700 kg
- Distancia de aterrizaje: 110 m con 700 kg

## Aeronaves relacionadas

### Desarrollos relacionados
- Piper J-3 Cub
- Piper J-5

### Secuencias de designación
- Secuencia PA-_ (interna de Piper): ← PA-7 - PA-8 - PA-11 - PA-12 - PA-14 - PA-15 - PA-16 →